# 羅伯·伊萬斯
羅伯·伊萬斯（英語：Rob Evans；1992年4月14日—）是一位威爾斯橄欖球運動員。他是威爾斯國家橄欖球隊的一員，代表威爾斯參加了2015年橄欖球六國賽的比賽。